# Dehiwala-Mount Lavinia

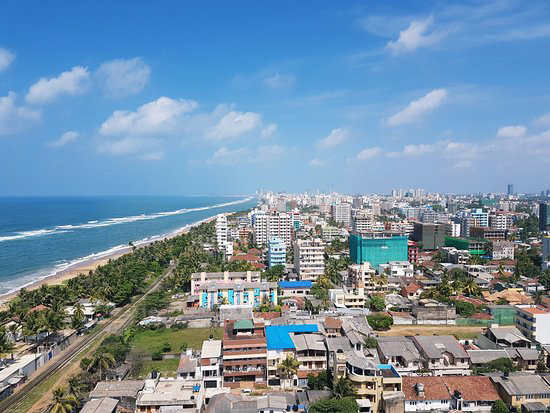
Dehiwala-Mount Lavinia

Dehiwala-Mount Lavinia är en stad i Colombo Sri Lanka skapad genom sammanslagning av samhällena Dehiwala och Mount Lavinia. Staden ligger strax söder om staden Colombo. Dehiwala-Mount Lavinia har 246 000 invånare.